# 冰血暴 (第三季)
《冰血暴》第三季（英語：Fargo Season 3）於2017年4月19日至2017年6月12日間在FX首播，全季共10集。

## 故事
故事背景設定在2010年，劇情將圍繞在一對人生路上有所迥異的兄弟檔－艾密特與雷·史戴西，艾密特是個成功的地產大亨，擁有美好又令人羨慕的生活，然而雷卻是個活在哥哥光輝之下的假釋官，很快地，兩兄弟間的不合將從小偷事件漸漸扭曲成一場命場與幫派問題等。

## 製作
2015年11月23日，FX宣布續訂第3季。12月15日，主創諾亞·霍利於訪問中表示：「冬天」此元素是本劇不可或缺的一部分，加上為了把關品質，每季10集的劇本量皆得完成8集才會開始進行拍攝與製作，而因第2季播出時，冬季已過近一半，加上霍利手上亦有新劇《變種軍團》正進行製作，故第3季將不會在第2季播畢的隔年（2016年）首播，但會在隔年冬天拍攝，於2017年回歸。
根據霍利所說，第3季的故事時間點將會在2010年，而前2季的演員皆有機會回歸。霍利說道：「第3季也將與故事有所連結，就如第一季與電影連結，第二季與第一季連結一般。」
本季同前兩季在加拿大艾尔伯塔卡尔加里取景，並於2017年初在展開拍攝。

### 選角
2016年5月20日，宣布伊旺·麥奎格將主演本季，並一人分飾兩角－艾密特與雷·史戴西，一對人生迥異的兄弟。7月11日，宣布《末日餘生》凱莉·庫恩將飾演警局局長兼新手單親媽媽的葛蘿莉雅·柏戈。9月16日，宣布《科洛弗10號地窖》瑪麗·伊莉莎白·文斯蒂德將飾演危險的女罪犯妮姬·史旺戈。9月18日，宣布《電腦狂人》史考特·麥奈利將出演常設角色。10月27日，宣布《加菲根秀》吉米·加菲根將飾演與葛蘿莉雅一同工作的警察副官唐尼·梅許曼。12月19日，宣布《哈利·波特》大衛·休利斯將飾演一名獨行的資本家V·M·佛蓋斯。隔日，宣布《海濱帝國》麥可·斯圖巴將飾演艾密特的左右手賽·費爾茲、希亞·溫漢飾演米克郡警署莫·戴麥克警長、《惡棍英雄：死侍》卡蘭·索尼飾演科學家荷馬·吉爾拉斯、《隨性所欲》弗雷德·梅拉梅德飾演紡織利益搖籃者霍華德·季默曼，《我們的故事未完待續》湯瑪斯·曼恩則飾演獲獎科幻作家賽迪爾斯·莫布里。2017年1月18日，宣布將於霍利另一齣影集《變種軍團》客串的漢米許·林克萊特將加入劇組飾演美國國家稅務局探員拉魯·達勒斯。

## 卡司

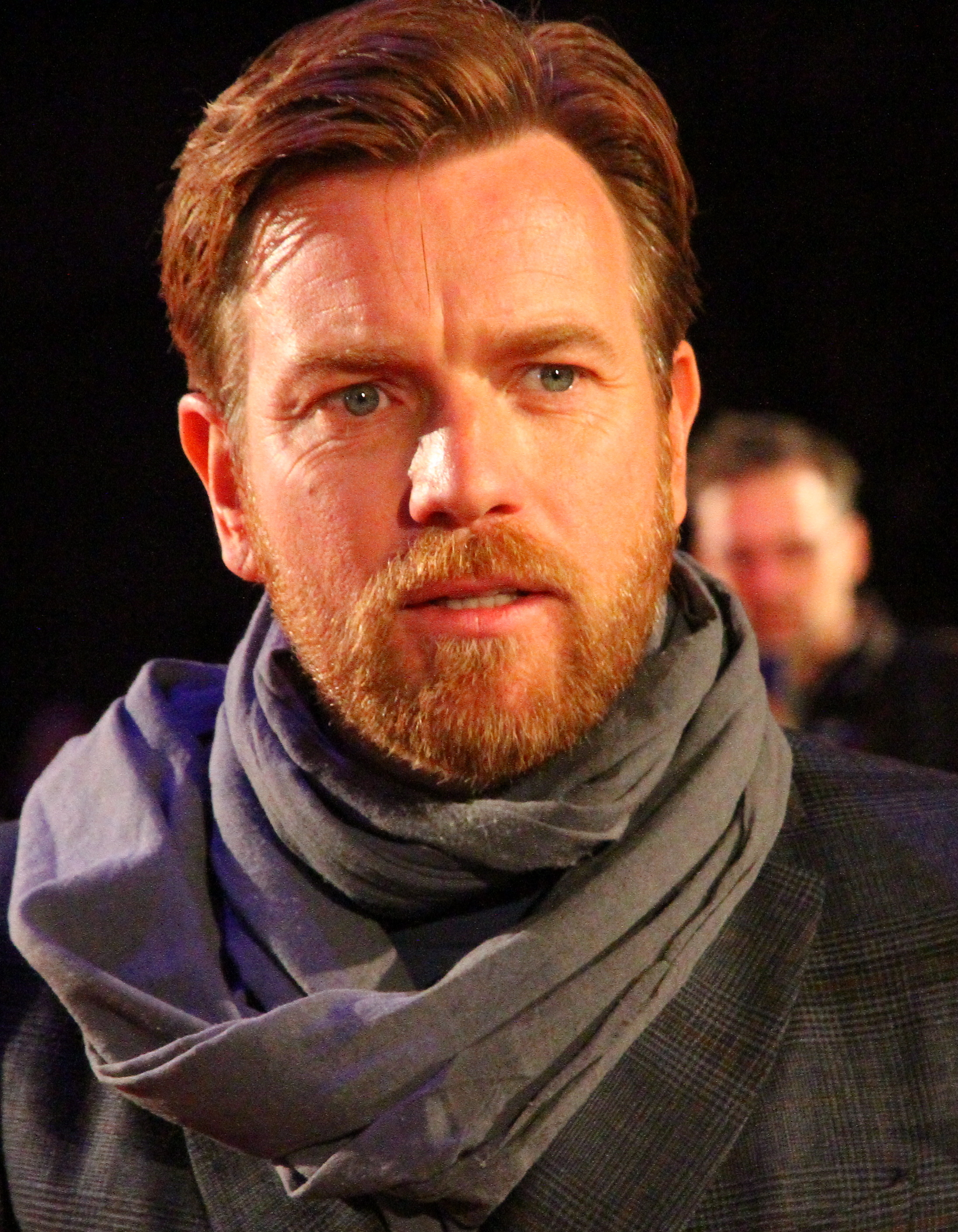
伊旺·麥奎格一人分飾艾密特與雷·史戴西

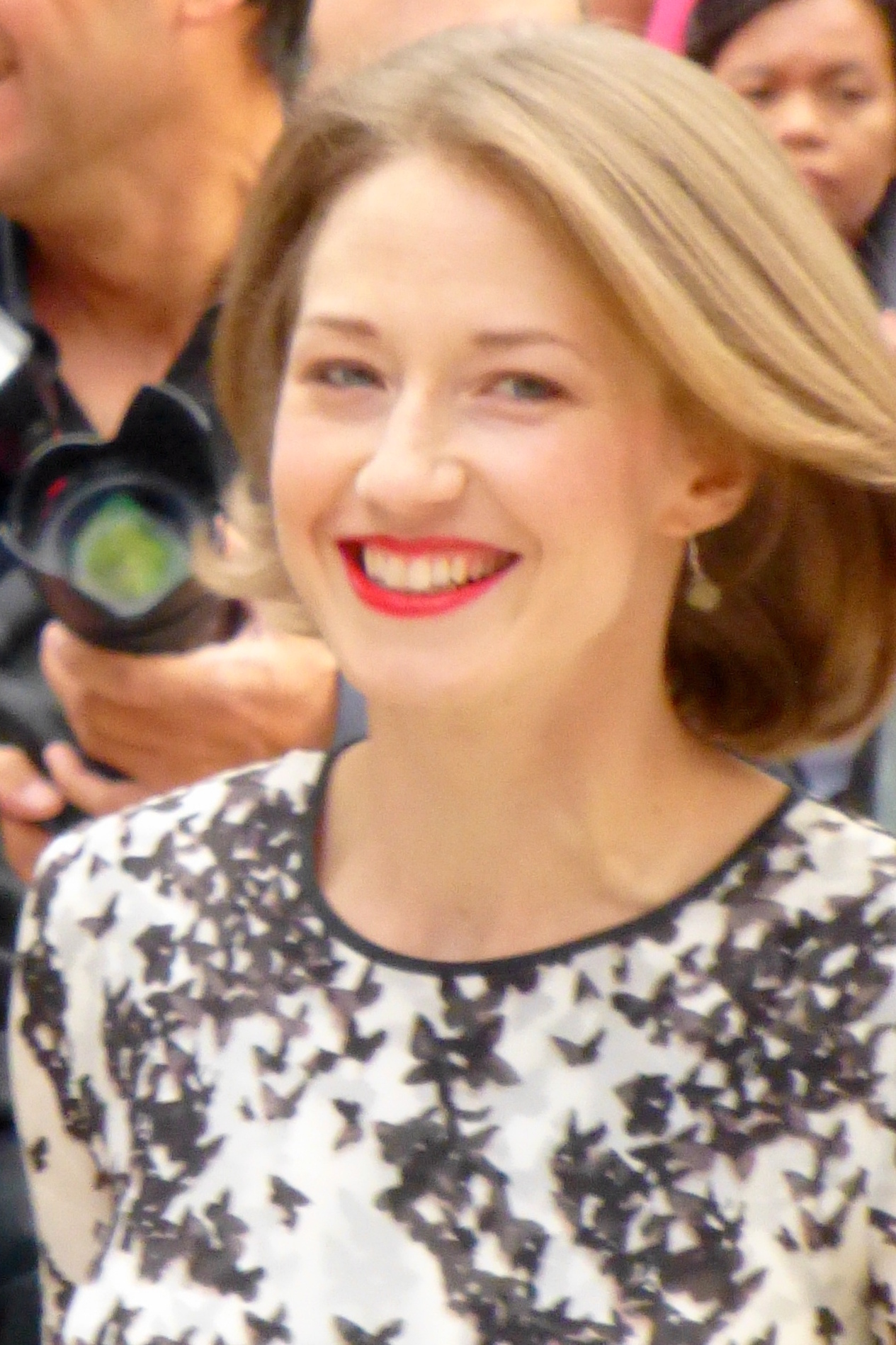
凱莉·庫恩飾演葛蘿莉雅·柏戈

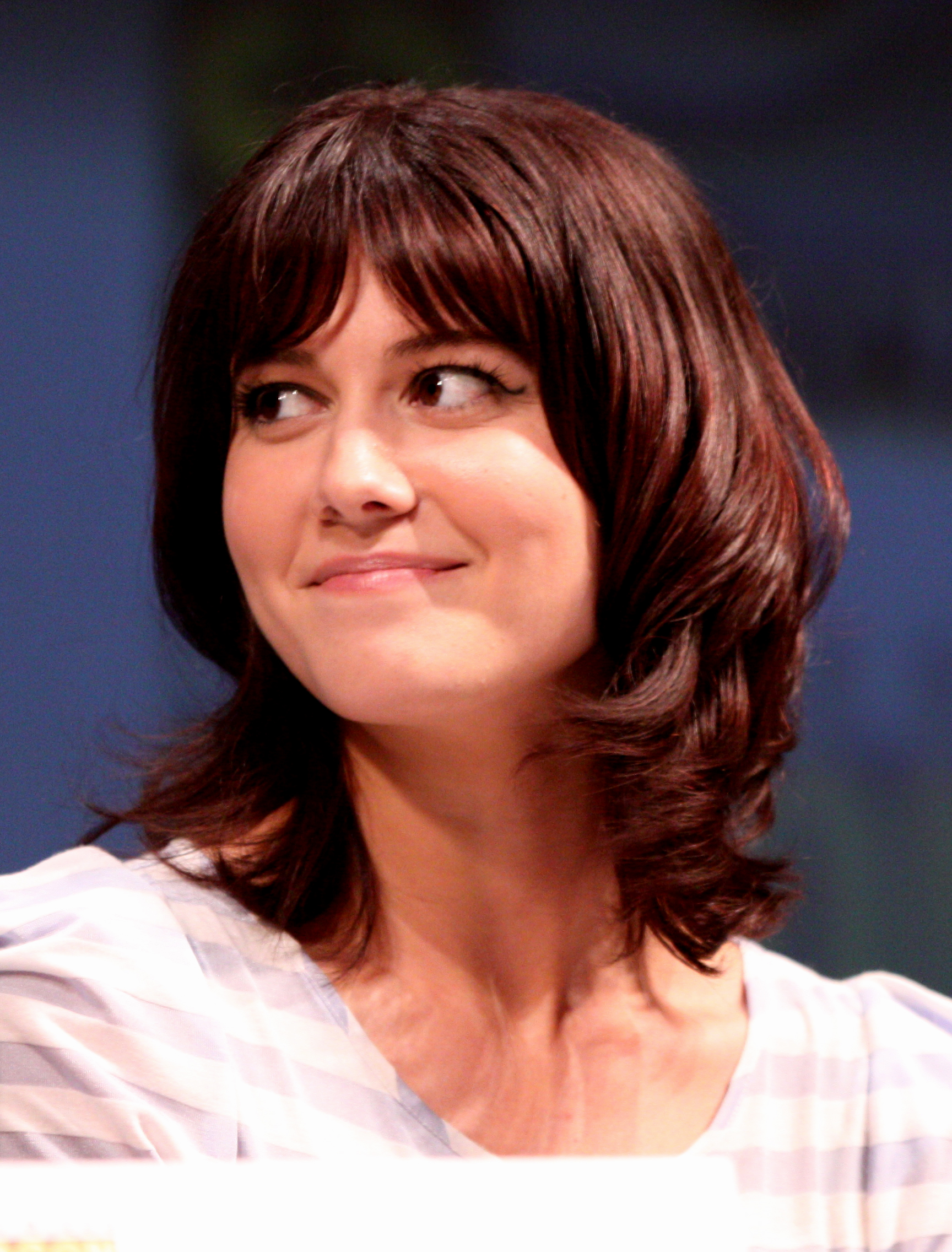
瑪麗·伊莉莎白·文斯蒂德飾演妮姬·史旺戈

### 主要人物
| 演員                   | 角色          | 介紹                                                                                               | 登場 集數 |
| 伊旺·麥奎格            | 艾密特·史戴西 | 明尼蘇達州停車場之王，帥氣、自主、有家室的房地產大亨，自視擁有一個完美的美國成功故事。             |           |
| 伊旺·麥奎格            | 雷·史戴西     | 艾密特之弟，禿頭且大腹便便，是個地痞混混。因總是活在哥哥光輝的陰影下，而將自己的不幸怪罪於艾密特。 |           |
| 凱莉·庫恩              | 葛蘿莉雅·柏戈 | 伊甸谷警局局長，沉著冷靜，是個新手單親媽媽。                                                       |           |
| 瑪麗·伊莉莎白·文斯蒂德 | 妮姬·史旺戈   | 雷負責的假釋人員，有計畫且擅長橋牌的女人，總能先人一步。                                           |           |
| 大衛·休利斯            | V·M·佛蓋斯    | 神祕獨行的資本家，與艾密特的雇主成為合夥人，因此對其造成威脅。                                     |           |
| 吉米·加菲根            | 唐尼·梅許曼   | 警局副官，葛蘿莉雅的搭檔。                                                                         |           |

### 常設人物
| 演員            | 角色            | 介紹                                                                                 | 登場 集數 |
| 史考特·麥奈利   | 莫里斯·勒費     | 癮君子，雷負責的另一名假釋人員。                                                     |           |
| 麥可·斯圖巴     | 賽·費爾茲       | 艾密特的得力助手兼軍師。                                                             |           |
| 希亞·溫漢       | 莫·戴麥克       | 米克郡警署警長。                                                                     |           |
| 湯瑪斯·曼恩     | 賽迪爾斯·莫布里 | 科幻作家，曾获科幻作品最高荣誉雨果奖。因故改名换姓远走他乡，而后成为葛蘿莉雅的继父。 |           |
| 弗雷德·梅拉梅德 | 霍華德·季默曼   | 电影制作人，假意改编賽迪爾斯的小说，设局向其骗取大量钱财。                           |           |
| 漢米許·林克萊特 | 拉魯·達勒斯     | 美國國家稅務局探員，認為小騙子與大罪犯沒有什麼不同。                                 |           |
| 卡蘭·索尼       | 荷馬·吉爾拉斯   | 科學家                                                                               |           |

## 集數
| 總集數 | 集數 （季） | 標題                                             | 導演          | 編劇                            | 首播日期      | 製作 代碼 | 美國收視人數 （百萬） |
| ------ | ----------- | ------------------------------------------------ | ------------- | ------------------------------- | ------------- | --------- | --------------------- |
| 21     | 1           | 空地原理 The Law of Vacant Places                | 諾亞·霍利     | 諾亞·霍利                       | 2017年4月19日 | XFO03001  | 1.423                 |
| 22     | 2           | 限制性選擇原理 Principle of Restricted Choice    | 邁克爾·澳彭道 | 諾亞·霍利                       | 2017年4月26日 | XFO03002  | 1.061                 |
| 23     | 3           | 不矛盾律 The Law of Non-Contradiction            | 約翰·卡麥隆   | 麥特·沃伯特 班·奈帝維           | 2017年5月3日  | XFO03003  | 1.169                 |
| 24     | 4           | 僥幸逃脫問題 The Narrow Escape Problem           | 邁克爾·澳彭道 | 莫妮卡·貝勒斯基                 | 2017年5月10日 | XFO03004  | 1.046                 |
| 25     | 5           | 特殊用途之屋 The House of Special Purpose        | 迪兒布拉·沃許 | 鮑伯·迪勞倫提斯                 | 2017年5月17日 | XFO03005  | 0.978                 |
| 26     | 6           | 天地不仁 The Lord of No Mercy                    | 迪兒布拉·沃許 | 諾亞·霍利                       | 2017年5月24日 | XFO03006  | 1.041                 |
| 27     | 7           | 不可避免性原理 The Law of Inevitability          | 麥克·巴克     | 諾亞·霍利 麥特·沃伯特 班·奈帝維 | 2017年5月31日 | XFO03007  | 1.032                 |
| 28     | 8           | 誰統治着否定之地？ Who Rules the Land of Denial? | 麥克·巴克     | 諾亞·霍利 莫妮卡·貝勒斯基       | 2017年6月7日  | XFO03008  | 1.144                 |
| 29     | 9           | 困窘 Aporia                                      | 凱斯·高登     | 諾亞·霍利 鮑伯·迪勞倫提斯       | 2017年6月14日 | XFO03009  | 1.191                 |
| 30     | 10          | 值得去愛的人 Somebody to Love                    | 凱斯·高登     | 諾亞·霍利                       | 2017年6月21日 | XFO03010  | 1.219                 |

## 收視
| 總集數 | 集數 | 標題               | 播出日期      | 收視 （18–49歲） | 收視 （百萬） | DVR （18–49歲） | DVR收視 （百萬） | 加總 （18–49歲） | 總收視 （百萬） |
| ------ | ---- | ------------------ | ------------- | ---------------- | ------------- | --------------- | ---------------- | ---------------- | --------------- |
| 21     | 1    | 空地原理           | 2017年4月19日 | 0.40             | 1.423         | 0.6             | 2.032            | 1.0              | 3.455           |
| 22     | 2    | 限制性選擇原理     | 2017年4月26日 | 0.32             | 1.061         | TBD             | TBD              | TBD              | TBD             |
| 23     | 3    | 不矛盾律           | 2017年5月3日  | 0.36             | 1.169         | TBD             | TBD              | TBD              | TBD             |
| 24     | 4    | 僥幸逃脫問題       | 2017年5月10日 | 0.30             | 1.046         | 0.4             | 1.596            | 0.7              | 2.642           |
| 25     | 5    | 特殊用途之屋       | 2017年5月17日 | 0.26             | 0.978         | 0.4             | 1.557            | 0.7              | 2.535           |
| 26     | 6    | 天地不仁           | 2017年5月24日 | 0.24             | 1.041         | 0.5             | 1.632            | 0.7              | 2.673           |
| 27     | 7    | 不可避免性原理     | 2017年5月31日 | 0.27             | 1.032         | 0.4             | 1.496            | 0.7              | 2.529           |
| 28     | 8    | 誰統治着否定之地？ | 2017年6月7日  | 0.28             | 1.144         | 0.4             | 1.525            | 0.7              | 2.669           |
| 29     | 9    | 困窘               | 2017年6月14日 | 0.29             | 1.191         | 0.4             | 1.425            | 0.7              | 2.616           |
| 30     | 10   | 值得去愛的人       | 2017年6月21日 | 0.34             | 1.219         | 0.4             | 1.463            | 0.7              | 2.682           |

## 評價
本季依然獲得電視評論家的好評。於爛番茄整合的評論中，本劇獲得93%新鮮度、8.53/10分（55位評論家），評論家共識：「多虧伊旺·麥奎格令人難忘的雙重演出，《冰血暴》大致保留了前兩季的狡詰風趣與脫俗感性。」於Metacritic整合的評論中，本劇獲得89分（滿分100分；32位評論家），屬極佳的讚譽。
評論家前十大電視節目排名
- No. 8　影音俱樂部（雷斯·切佩爾）
- No. 4　影音俱樂部（喬許·莫德爾）
- No. 5　影音俱樂部（諾埃爾·穆雷）
- No. 6　克利夫蘭誠懇家日報
- No. 10　反電影學院派（英语：Film School Rejects）
- No. 8　好萊塢報導（提姆·古德曼）
- No. 9　JoBlo（英语：JoBlo.com）
- No. 4　全國公共廣播電台（大衛·比安庫利（英语：David Bianculli））
- No. 9　俄勒岡人日報（英语：The Oregonian）
- No. 9　ScreenCrush
- No. 6　蘇城報（英语：Sioux City Journal）
- –　環球郵報
- –　赫芬頓郵報
- –　PopSugar（英语：PopSugar）
- –　Vogue

## 獎項
| 年度 | 大獎                               | 獎項                                                   | 入圍者                                                                                | 結果 |
| ---- | ---------------------------------- | ------------------------------------------------------ | ------------------------------------------------------------------------------------- | ---- |
| 2017 | 黃金預告片獎                       | 最佳喜劇獎（影集類電視廣告／預告／片花）               | 最佳喜劇獎（影集類電視廣告／預告／片花）                                              | 提名 |
| 2017 | 黃金預告片獎                       | 最佳電視系列／串流媒體系列預告字樣獎                   | 最佳電視系列／串流媒體系列預告字樣獎                                                  | 獲獎 |
| 2017 | 電視評論家協會獎                   | 最佳電視電影、迷你劇與特輯成就獎                       | 最佳電視電影、迷你劇與特輯成就獎                                                      | 提名 |
| 2017 | 電視評論家協會獎                   | 戲劇類個人成就獎                                       | 凱莉·庫恩                                                                             | 獲獎 |
| 2017 | Gold Derby電視獎                   | 最佳有限劇集獎                                         | 最佳有限劇集獎                                                                        | 提名 |
| 2017 | Gold Derby電視獎                   | 最佳電視電影／迷你劇男演員獎                           | 伊旺·麥奎格                                                                           | 提名 |
| 2017 | Gold Derby電視獎                   | 最佳電視電影／迷你劇女演員獎                           | 凱莉·庫恩                                                                             | 提名 |
| 2017 | Gold Derby電視獎                   | 最佳電視電影／迷你劇男配角獎                           | 大衛·休利斯                                                                           | 提名 |
| 2017 | Gold Derby電視獎                   | 最佳電視電影／迷你劇男配角獎                           | 麥可·斯圖巴                                                                           | 提名 |
| 2017 | Gold Derby電視獎                   | 最佳電視電影／迷你劇女配角獎                           | 瑪麗·伊莉莎白·文斯蒂德                                                                | 提名 |
| 2017 | Gold Derby電視獎                   | 年度表現獎                                             | 凱莉·庫恩                                                                             | 獲獎 |
| 2017 | 在線電影與電視協會獎               | 最佳有限劇集獎                                         | 最佳有限劇集獎                                                                        | 提名 |
| 2017 | 在線電影與電視協會獎               | 電視電影及有限劇集最佳男演員獎                         | 伊旺·麥奎格                                                                           | 提名 |
| 2017 | 在線電影與電視協會獎               | 電視電影及有限劇集最佳女演員獎                         | 凱莉·庫恩                                                                             | 提名 |
| 2017 | 在線電影與電視協會獎               | 電視電影及有限劇集最佳男配角獎                         | 麥可·斯圖巴                                                                           | 提名 |
| 2017 | 在線電影與電視協會獎               | 電視電影及有限劇集最佳男配角獎                         | 大衛·休利斯                                                                           | 獲獎 |
| 2017 | 在線電影與電視協會獎               | 電視電影及有限劇集最佳女配角獎                         | 瑪麗·伊莉莎白·文斯蒂德                                                                | 提名 |
| 2017 | 在線電影與電視協會獎               | 電視電影及有限劇集最佳整體演出獎                       | 電視電影及有限劇集最佳整體演出獎                                                      | 提名 |
| 2017 | 在線電影與電視協會獎               | 電視電影及有限劇集最佳導演獎                           | 電視電影及有限劇集最佳導演獎                                                          | 提名 |
| 2017 | 在線電影與電視協會獎               | 電視電影及有限劇集最佳編劇獎                           | 電視電影及有限劇集最佳編劇獎                                                          | 獲獎 |
| 2017 | 在線電影與電視協會獎               | 非系列影集最佳音樂獎                                   | 非系列影集最佳音樂獎                                                                  | 獲獎 |
| 2017 | 在線電影與電視協會獎               | 非系列影集最佳剪輯獎                                   | 非系列影集最佳剪輯獎                                                                  | 提名 |
| 2017 | 在線電影與電視協會獎               | 非系列影集最佳攝影獎                                   | 非系列影集最佳攝影獎                                                                  | 獲獎 |
| 2017 | 在線電影與電視協會獎               | 非系列影集最佳製作設計獎                               | 非系列影集最佳製作設計獎                                                              | 獲獎 |
| 2017 | 在線電影與電視協會獎               | 非系列影集最佳化妝／髮型獎                             | 非系列影集最佳化妝／髮型獎                                                            | 提名 |
| 2017 | 在線電影與電視協會獎               | 非系列影集最佳音效獎                                   | 非系列影集最佳音效獎                                                                  | 獲獎 |
| 2017 | 在線電影與電視協會獎               | 非系列影集最佳視覺效果獎                               | 非系列影集最佳視覺效果獎                                                              | 提名 |
| 2017 | 黃金時段艾美獎                     | 最佳有限劇集獎                                         | 最佳有限劇集獎                                                                        | 提名 |
| 2017 | 黃金時段艾美獎                     | 最佳有限劇集及電視電影男演員獎                         | 伊旺·麥奎格                                                                           | 提名 |
| 2017 | 黃金時段艾美獎                     | 最佳有限劇集及電視電影女演員獎                         | 凱莉·庫恩                                                                             | 提名 |
| 2017 | 黃金時段艾美獎                     | 最佳有限劇集及電視電影男配角獎                         | 大衛·休利斯                                                                           | 提名 |
| 2017 | 黃金時段艾美獎                     | 最佳有限劇集、電視電影及戲劇特輯導演獎                 | 諾亞·霍利（集數：The Law of Vacant Places）                                           | 提名 |
| 2017 | 黃金時段艾美獎                     | 最佳有限劇集、電視電影及戲劇特輯編劇獎                 | 諾亞·霍利（集數：The Law of Vacant Places）                                           | 提名 |
| 2017 | 黃金時段艾美獎                     | 最佳有限劇集、電視電影及特輯選角獎                     | 瑞秋·坦納、潔姬·林德、史蒂芬妮·高蘭                                                   | 提名 |
| 2017 | 黃金時段艾美獎                     | 最佳有限劇集及電視電影攝影獎                           | 達納·岡薩雷斯（集數：The Law of Vacant Places）                                       | 提名 |
| 2017 | 黃金時段艾美獎                     | 最佳有限劇集及電視電影髮型設計獎                       | 最佳有限劇集及電視電影髮型設計獎                                                      | 提名 |
| 2017 | 黃金時段艾美獎                     | 最佳有限劇集及電視電影化妝獎（非義肢）                 | 最佳有限劇集及電視電影化妝獎（非義肢）                                                | 提名 |
| 2017 | 黃金時段艾美獎                     | 最佳有限劇集、電視電影及特輯音樂創作獎（原創戲劇配樂） | 傑夫·魯索（集數：Aporia）                                                             | 獲獎 |
| 2017 | 黃金時段艾美獎                     | 最佳有限劇集及電視電影單鏡影片剪輯獎                   | 柯蒂斯·瑟伯（集數：The Narrow Escape Problem）                                        | 提名 |
| 2017 | 黃金時段艾美獎                     | 最佳有限劇集及電視電影單鏡影片剪輯獎                   | 亨克·凡·伊根（集數：Aporia）                                                          | 提名 |
| 2017 | 黃金時段艾美獎                     | 最佳有限劇集及電視電影單鏡影片剪輯獎                   | 雷吉斯·金寶（集數：The Law of Vacant Places）                                         | 提名 |
| 2017 | 黃金時段艾美獎                     | 最佳有限劇集及電視電影音效剪輯獎                       | 集數：Who Rules The Land Of Denial?                                                   | 提名 |
| 2017 | IGN獎                              | 最佳劇情類影集獎                                       | 最佳劇情類影集獎                                                                      | 提名 |
| 2017 | IGN獎                              | 最佳劇情類演出獎                                       | 凱莉·庫恩                                                                             | 亞軍 |
| 2017 | IGN人民選擇獎                      | 最佳劇情類影集獎                                       | 最佳劇情類影集獎                                                                      | 提名 |
| 2017 | IGN人民選擇獎                      | 最佳劇情類演出獎                                       | 凱莉·庫恩                                                                             | 提名 |
| 2018 | 金球獎                             | 最佳電視有限劇集及電視電影獎                           | 最佳電視有限劇集及電視電影獎                                                          | 提名 |
| 2018 | 金球獎                             | 最佳電視有限劇集及電視電影男演員獎                     | 伊旺·麥奎格                                                                           | 獲獎 |
| 2018 | 金球獎                             | 最佳電視影集、有限劇集及電視電影男配角獎               | 大衛·休利斯                                                                           | 提名 |
| 2018 | 評論家選擇電視獎                   | 最佳電視電影或有限劇集獎                               | 最佳電視電影或有限劇集獎                                                              | 提名 |
| 2018 | 評論家選擇電視獎                   | 電視電影或有限劇集最佳男演員獎                         | 伊旺·麥奎格                                                                           | 獲獎 |
| 2018 | 評論家選擇電視獎                   | 電視電影或有限劇集最佳女演員獎                         | 凱莉·庫恩                                                                             | 提名 |
| 2018 | 評論家選擇電視獎                   | 電視電影或有限劇集最佳男配角獎                         | 大衛·休利斯                                                                           | 提名 |
| 2018 | 評論家選擇電視獎                   | 電視電影或有限劇集最佳女配角獎                         | 瑪麗·伊莉莎白·文斯蒂德                                                                | 提名 |
| 2018 | 美國製片人協會獎                   | 電視長片最佳製作人大衛·L·沃爾泊獎                      | 全體製作人                                                                            | 提名 |
| 2018 | 美國電影剪輯艾迪獎                 | 最佳商業電視劇情類影集剪輯獎                           | 亨克·凡·伊根（集數：Aporia）                                                          | 提名 |
| 2018 | 美國電影剪輯艾迪獎                 | 最佳商業電視劇情類影集剪輯獎                           | 安德魯·塞克里爾（集數：Who Rules The Land Of Denial?）                                | 獲獎 |
| 2018 | 藝術指導公會獎                     | 最佳製作設計獎－電視電影及有限劇集                     | 伊莉莎白·威廉斯                                                                       | 提名 |
| 2018 | 美國編劇工會獎                     | 長篇改編系列－電視類                                   | 全體編劇群                                                                            | 提名 |
| 2018 | 衛星獎                             | 最佳迷你劇及電視電影男演員獎                           | 伊旺·麥奎格                                                                           | 提名 |
| 2018 | 愛爾蘭電影與電視學院電影與電視劇獎 | 導演獎－電視劇                                         | 迪兒布拉·沃許                                                                         | 獲獎 |
| 2018 | Cine Awards                        | 最佳迷你劇集及有限劇集獎                               | 最佳迷你劇集及有限劇集獎                                                              | 提名 |
| 2018 | Cine Awards                        | 最佳迷你劇集及有限劇集男主角獎                         | 伊旺·麥奎格                                                                           | 提名 |
| 2018 | Cine Awards                        | 最佳迷你劇集及有限劇集男配角獎                         | 大衛·休利斯                                                                           | 提名 |
| 2018 | Cine Awards                        | 最佳迷你劇集及有限劇集女配角獎                         | 凱莉·庫恩                                                                             | 提名 |
| 2018 | 影音協會獎                         | 最佳電視電影及迷你劇音效混合成就獎                     | 邁克爾·普萊菲爾、柯克·林斯、馬丁·李、邁克爾·珀菲特（集數：The Narrow Escape Problem） | 提名 |
| 2018 | 土星獎                             | 最佳動作／驚悚電視影集獎                               | 最佳動作／驚悚電視影集獎                                                              | 待定 |
| 2018 | 土星獎                             | 電視影集最佳女演員獎                                   | 瑪麗·伊莉莎白·文斯蒂德                                                                | 待定 |

備註：
1. ↑  未公布入圍之製作人名單

## 外部連結
- 官方网站（英文）
- 《冰血暴》各集列表 来自互联网电影数据库（英文）